# The Sky Is Too High
The Sky Is Too High è il primo album discografico in studio da solista del cantautore inglese Graham Coxon (chitarrista dei Blur), pubblicato nel 1998.

## Tracce
Testi e musiche di Graham Coxon.
1. That's All I Wanna Do – 4:29
2. Where'd You Go? – 3:36
3. In a Salty Sea – 2:46
4. A Day Is Far Too Long – 4:27
5. R U Lonely? – 2:52
6. I Wish – 4:47
7. Hard and Slow – 2:26
8. Me You, We Two – 2:38
9. Waitin – 2:45
10. Who the Fuck? – 3:16
11. Mornin' Blues – 2:18